# Sainte-Aurence-Cazaux
 Sainte-Aurence-Cazaux  (en occitano Senta Aurensa e Casaus) es una población y comuna francesa, ubicada en la región de Mediodía-Pirineos, departamento de Gers, en el distrito de Mirande y cantón de Miélan.

## Demografía
| 197 | 181 | 140 | 130 | 138 | 118 |
| Para los censos de 1962 a 1999 la población legal corresponde a la población sin duplicidades (Fuente: INSEE [Consultar]) |     |     |     |     |     |